# 范妮·门德尔松
范妮·门德尔松（德語：Fanny Mendelssohn，1805年11月14日—1847年5月14日），出生时名范妮·齐波拉·门德尔松（Fanny Zippora Mendelssohn），受洗时名范妮·采齐莉·门德尔松·巴托尔迪（Fanny Cäcilie Mendelssohn Bartholdy），夫姓亨塞尔（Hensel），德国早期浪漫主义作曲家、钢琴家。她创作了一部钢琴三重奏、一部钢琴四重奏、一首管弦序曲、四部康塔塔、至少125首钢琴作品和至少250首藝術歌曲。她的作品大多都没在生前出版；除了家庭圈中也极少公开演奏钢琴，即使她的钢琴技巧备受称赞。
她在柏林长大，师从路德维希·贝格尔、卡尔·弗里德里希·策尔特以及她的母亲。她和弟弟费利克斯·门德尔松一起接受了全面的音乐教育，二人感情亲密。日后费利克斯同样成为了作曲家和钢琴家。由于家人的疑虑和当时社会对女性角色的传统观念，范妮的六首歌曲以弟弟费利克斯的名义发表在他的8、9号作品当中。1829年，嫁给了画家威廉·亨塞尔。1830年诞下独子塞巴斯蒂安·亨塞尔。尽管她的家庭一直对其音乐抱负持有矛盾的态度，她还是在1846年出版了作品1号，是她的歌曲集。1847年因中风去世，年四十一。
自从20世纪90年代起，人们更加详细地研究了她的生平和作品。她的作品《钢琴三重奏》在1970年发现时被误认为是费利克斯所作，不过2010年对于文件的新研究将署名归还予她。2018年5月29日，范妮和费利克斯·门德尔松博物馆在德国汉堡开馆。

## 生平
她自幼就显示出色的音乐才能，早年的作品曾博得莫谢莱斯的赞赏。但由于当时社会与音乐界对女性的偏见，最终未能走上音乐创作之路，但她仍利用业余时间创作了大量音乐作品，有些曾以门德尔松之名义出版。現時完整保存的作品多達四百多首。她与弟弟的关系非常亲密，1847年，費利克斯在听闻姐姐去世的消息后，非常悲痛，并于同年11月去世。